# Villa San Sebastiano
Villa San Sebastiano è una frazione di 727 abitanti del comune di Tagliacozzo (AQ), in Abruzzo.

## Geografia fisica

### Territorio

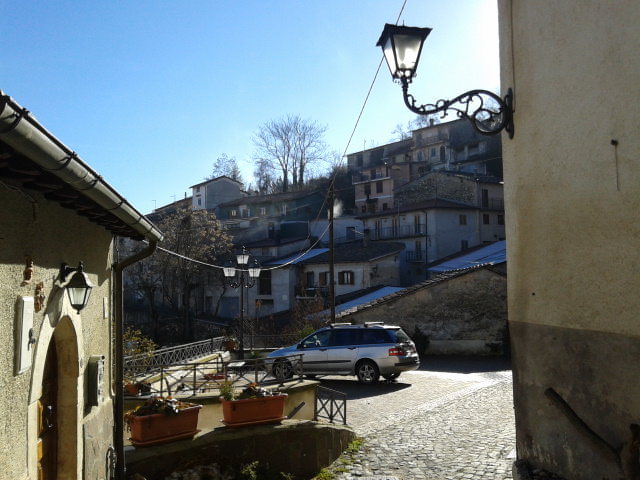
Scorcio fotografico del vecchio borgo

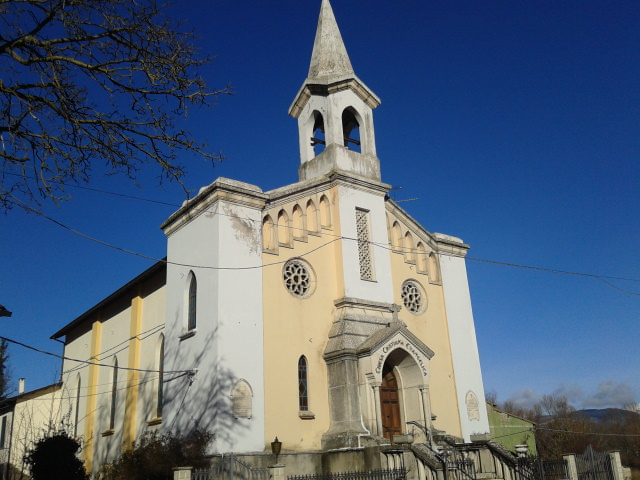
La chiesa evangelica metodista

Villa San Sebastiano (725 m s.l.m.) è situato ai margini nord-occidentali dei piani Palentini nella Marsica, alle pendici del monte Aurunzo, una cima della catena montuosa simbruina che segna il confine dell'Abruzzo con il Lazio.
Villa San Sebastiano si caratterizza per la presenza di due paesi: Villa San Sebastiano situata alle falde del monte Aurunzo e Villa San Sebastiano Nuova ricostruita più a valle (719 m s.l.m.) dopo la frana del 1955.
Il territorio è attraversato dal corso del fiume Imele che confluendo con il torrente Ràfia tra i comuni di Scurcola Marsicana e Magliano de' Marsi dà origine al fiume Salto.
Dista circa 6,2 chilometri dal capoluogo comunale.

## Storia
Tra il XII e il XIII secolo, nel punto in cui ora si trova il paese, sorgeva un monastero dedicato a san Sebastiano. In seguito alla battaglia di Tagliacozzo del 1268, le poche famiglie che si trovavano nella località denominata Santa Croce si rifugiarono in questo monastero. Nel tempo le famiglie si stabilirono e ci costruirono delle abitazioni intorno fondando di fatto il borgo. Per onorare il monastero gli abitanti decisero di chiamare il paese Villa San Sebastiano.
Il  borgo antico fu danneggiato dal terremoto dell'Aquila del 1703 e soprattutto da quello della Marsica del 1915.
A cominciare dal 1931 a causa di un dissidio con il vescovo dei Marsi, Pio Marcello Bagnoli, si radicò a Villa San Sebastiano la comunità religiosa evangelica metodista, divenuta la più numerosa d'Abruzzo.
Nel borgo originario, dal mese di agosto del 1943 durante la seconda guerra mondiale, si rifugiarono e trovarono aiuto e ospitalità alcuni prigionieri indiani fuggiti dal campo di concentramento di Avezzano.
Il 5 settembre 1955 una frana si abbatté sul vecchio borgo, distruggendo gran parte delle abitazioni. Durante il forte temporale dalla montagna si staccarono alcune grandi rocce che rotolando a valle, causarono insieme a una grande quantità di acqua e fango, quattro morti e una ventina di feriti; gli sfollati furono 334. Il borgo nuovo venne ricostruito dall'ente Fucino e dal Genio civile di Avezzano a un chilometro di distanza, più a valle e vicino alla strada statale 5 Via Tiburtina Valeria. Negli anni ottanta del secolo scorso è stata ultimata l'edificazione del nuovo borgo.
Il 5 settembre 2005, al 50º anniversario della tragedia, fu organizzata una cerimonia ed eretta una piccola fontana a ridosso del muro esterno di piazza Canova a futura memoria.

## Monumenti e luoghi d'interesse

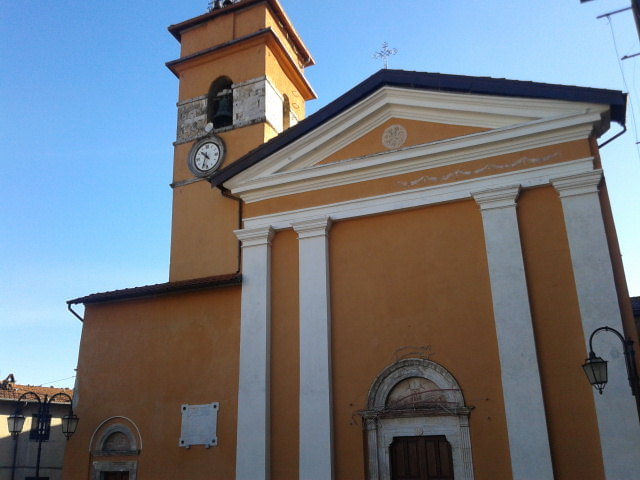
Chiesa parrocchiale di San Sebastiano in piazza Canova

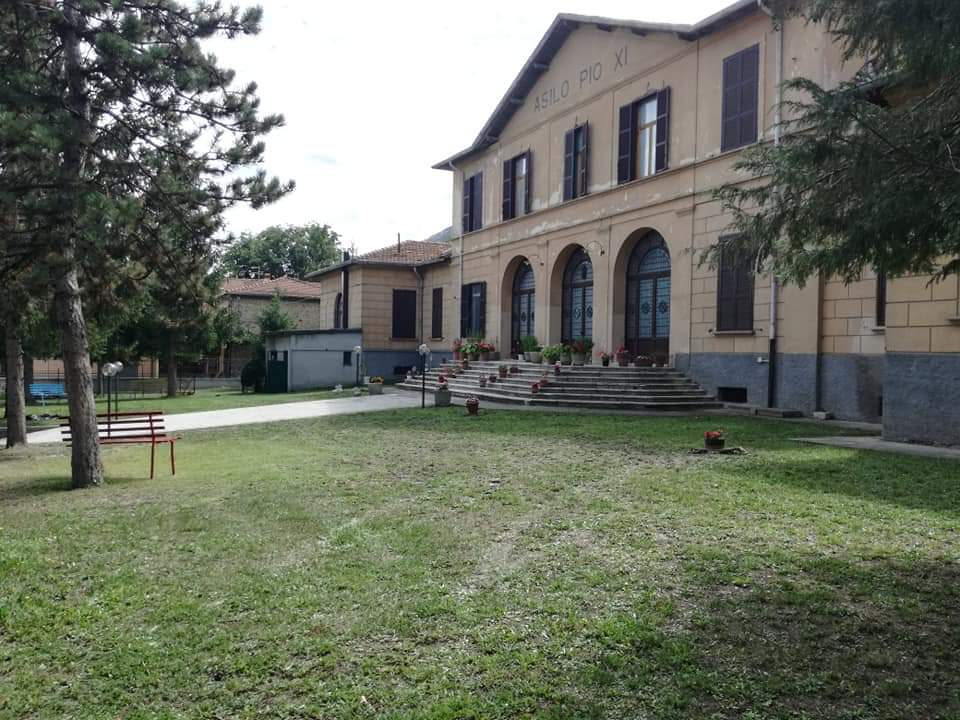
Scuola paritaria dell'infanzia "Asilo Pio XI"

### Architetture religiose
- Parrocchia di San Sebastiano Martire a Villa San Sebastiano, custodisce una statua lignea ottocentesca di san Bartolomeo[13] e l'antico organo realizzato da Tommaso Vayola (Thomas Vajola) nel 1849[14].
- Chiesa evangelica metodista.
- Chiesa di Santa Barbara.
- Chiesa di San Francesco d'Assisi.

### Architetture civili
- Scuola paritaria dell'infanzia "Asilo Pio XI" realizzata a cominciare dal 1931.

### Monumenti
- Statua della Lavandaia nel parco del fiume Imele, nei pressi del tracciato della strada 579 Palentina.
- Statua in memoria dei caduti di tutte le guerre.

### Aree naturali
- Grotta Vomita, nota anche come grotta Ommeta, è situata alle pendici del monte Aurunzo, rilievo incluso tra i siti di interesse comunitario dell'Abruzzo[15].
- Piani Palentini.
- Fiume Imele.

## Società

### Tradizioni e folclore
Il 24 agosto di ogni anno si celebra la festa patronale in onore di san Bartolomeo, patrono di Villa San Sebastiano.

## Cultura

### Biblioteche
La biblioteca di Villa è una biblioteca inaugurata il 18 agosto 2017 in alcuni locali della scuola pubblica.

## Economia
L'economia di Villa San Sebastiano si basa soprattutto sull'agricoltura, in particolare sulla coltivazione di patate e cereali, tra cui frumento, grano Solina e granturco, ma anche sull'allevamento di bestiame come buoi e pecore e sul turismo.

## Infrastrutture e trasporti

### Strade
La strada statale 5 Via Tiburtina Valeria attraversa il suo territorio collegando il paese ad Avezzano e Tagliacozzo. La strada regionale 579 Palentina collega i piani Palentini a Corcumello, Capistrello e alla valle Roveto.

### Ferrovie
La stazione di Villa San Sebastiano è posta lungo la linea ferroviaria Roma-Pescara.

## Sport

### Calcio
La squadra locale è l'A.S.D. Villa San Sebastiano, società fondata nel 1981. Il club milita nei tornei dilettantistici abruzzesi. Il centro sportivo è intitolato a Tommaso Maestrelli.
Nella stagione agonistica 1990-1991 nella squadra marsicana ha militato l'ex calciatore e dirigente sportivo della Lazio, Giorgio Chinaglia, che ha esordito con la maglia dell'A.S.D. Villa San Sebastiano il 25 febbraio 1990 nel derby contro la squadra di Scurcola Marsicana.